# Lijst van olympische medaillewinnaars skeleton
Skeleton is een van de sporten die op de Olympische Winterspelen worden beoefend. Deze pagina geeft de lijst van olympische medaillewinnaars in deze sport.

## Mannen
| Editie | Goud | Goud                 | Zilver | Zilver           | Brons | Brons               |
| ------ | ---- | -------------------- | ------ | ---------------- | ----- | ------------------- |
| 1928   | USA  | Jennison Heaton      | USA    | John Heaton      | GBR   | David Carnegie      |
| 1948   | ITA  | Nino Bibbia          | USA    | John Heaton      | GBR   | John Crammond       |
| 2002   | USA  | Jim Shea jr.         | AUT    | Martin Rettl     | SUI   | Gregor Stähli       |
| 2006   | CAN  | Duff Gibson          | CAN    | Jeff Pain        | SUI   | Gregor Stähli       |
| 2010   | CAN  | Jon Montgomery       | LAT    | Martins Dukurs   | RUS   | Aleksandr Tretjakov |
| 2014   | RUS  | Aleksandr Tretjakov  | LAT    | Martins Dukurs   | USA   | Matthew Antoine     |
| 2018   | KOR  | Yun Sung-bin         | OAR    | Nikita Tregoebov | GBR   | Dominic Parsons     |
| 2022   | GER  | Christopher Grotheer | GER    | Axel Jungk       | CHN   | Yan Wengang         |

| Land   | Goud | Zilver | Brons | Tot. |
| ------ | ---- | ------ | ----- | ---- |
| USA    | 2    | 2      | 1     | 5    |
| CAN    | 2    | 1      | 0     | 3    |
| GER    | 1    | 1      | 0     | 2    |
| RUS    | 1    | 0      | 1     | 2    |
| ITA    | 1    | 0      | 0     | 1    |
| KOR    | 1    | 0      | 0     | 1    |
| LAT    | 0    | 2      | 0     | 2    |
| AUT    | 0    | 1      | 0     | 1    |
| OAR    | 0    | 1      | 0     | 1    |
| GBR    | 0    | 0      | 3     | 3    |
| SUI    | 0    | 0      | 2     | 2    |
| CHN    | 0    | 0      | 1     | 1    |
| Totaal | 8    | 8      | 8     | 24   |

Meervoudige medaillewinnaars
| Succesvolste              | Meervoudige                                                |
| ------------------------- | ---------------------------------------------------------- |
| 1-0-1 Aleksandr Tretjakov | 0-2-0 John Heaton 0-2-0 Martins Dukurs 0-0-2 Gregor Stähli |

## Vrouwen
| Editie | Goud | Goud              | Zilver | Zilver             | Brons | Brons                          |
| ------ | ---- | ----------------- | ------ | ------------------ | ----- | ------------------------------ |
| 2002   | USA  | Tristan Gale      | USA    | Lea Ann Parsley    | GBR   | Alex Coomber                   |
| 2006   | SUI  | Maya Pedersen     | GBR    | Shelley Rudman     | CAN   | Mellisa Hollingsworth-Richards |
| 2010   | GBR  | Amy Williams      | GER    | Kerstin Szymkowiak | GER   | Anja Huber                     |
| 2014   | GBR  | Elizabeth Yarnold | USA    | Noelle Pikus-Pace  | RUS   | Jelena Nikitina                |
| 2018   | GBR  | Elizabeth Yarnold | GER    | Jacqueline Lölling | GBR   | Laura Deas                     |
| 2022   | GER  | Hannah Neise      | AUS    | Jaclyn Narracott   | NED   | Kimberley Bos                  |

| Land   | Goud | Zilver | Brons | Tot. |
| ------ | ---- | ------ | ----- | ---- |
| GBR    | 3    | 1      | 2     | 6    |
| GER    | 1    | 2      | 1     | 4    |
| USA    | 1    | 2      | 0     | 3    |
| SUI    | 1    | 0      | 0     | 1    |
| AUS    | 0    | 1      | 0     | 1    |
| CAN    | 0    | 0      | 1     | 1    |
| NED    | 0    | 0      | 1     | 1    |
| RUS    | 0    | 0      | 1     | 1    |
| Totaal | 6    | 6      | 6     | 18   |

Meervoudige medaillewinnaars
| Succesvolste            | Meervoudige |
| ----------------------- | ----------- |
| 2-0-0 Elizabeth Yarnold |             |

St. Moritz 1928 · 
St. Moritz 1948 · 
Salt Lake City 2002 · 
Turijn 2006 · 
Vancouver 2010 · 
Sotsji 2014 · 
Pyeongchang 2018 · 
Peking 2022 
Lijst van olympische medaillewinnaars